# Kincsem – Nemzeti Lovas Program

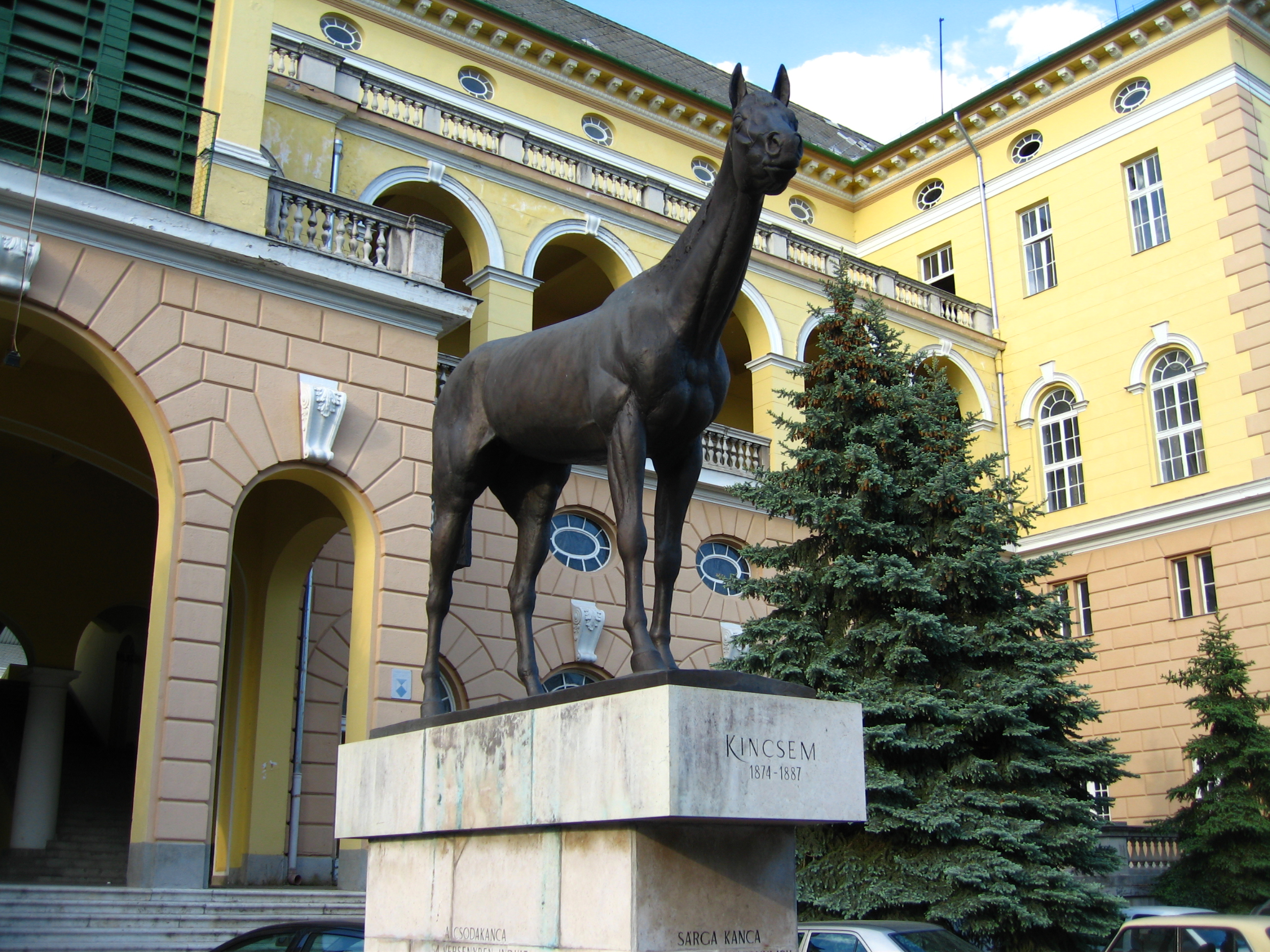
A park névadójának, Kincsemnek, a csodakancának az életnagyságú szobra a Kincsem Parkban

A Kincsem – Nemzeti Lovas Program egy a magyar kormány 2012. február 29-i ülése által elfogadott program, amelynek célja a lóhasználat és a lovas tevékenység feltételeinek javítása, fejlődési pályára állítása, a fenntarthatóság alapjainak megteremtése. Összefogja azokat az intézkedéseket, amelyek a lovaságazat fejlesztését elősegítik és a lovaskultúrát, lovasturizmust és a lótenyésztést valamint a lovasterápiát és lóversenyzést a lovassportokat mozdítják előre. Rendkívül fontos, hogy a fejlesztés és az irányítás kellően összehangolt legyen, mivel több más területhez is kapcsolódik, így például az agrárgazdaság vagy a vidékfejlesztés vagy a turisztika. De számos más területen is jelen van, mint a sport, a hagyományőrzés, kultúra, környezetvédelem, erdőgazdálkodás, munkahelyteremtés. Következő lépésként a Magyar Kormány a Nemzeti Lovas Programban foglalt intézkedéseiről szóló 1061/2012. (III. 12.) Kormány határozat módosítását 2013. március 27-én elfogadta.

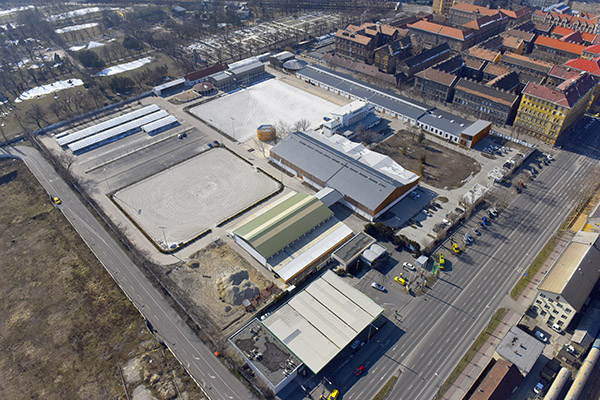
Nemzeti lovarda, légi fotó

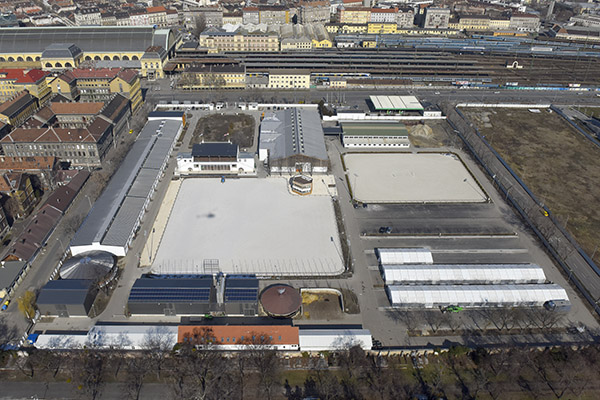
A Nemzeti lovarda a levegőből

## Története
2011 novemberében Orbán Viktor miniszterelnök megbízta a Nemzeti Lovas Program elkészítésével és a végrehajtás koordinálásával Horváth Lászlót, – a Nemzeti Lovas Stratégia kialakításáért és végrehajtásáért felelős miniszterelnöki megbízottat – aki ezt a programot a lovas szakmával folytatott több éves párbeszédek tapasztalataira alapozva készítette el, és terjesztette a kormány elé. Az elkészült programot a Közigazgatási és Igazságügyi Minisztérium 2012. február 18-án a lovas szakmai szervezetek rendelkezésére bocsátotta. A Kormány 1061/2012. (III. 12.) Korm. határozata a Nemzeti Lovas Programban meghatározott feladatokról és a kiemelt feladatok végrehajtásához szükséges intézkedésekről szól, amit a Magyar Közlöny 2012. évi 29. számában adott közre.

## A program fő célkitűzései, döntései
- A lovaskultúra oktatásának köznevelésbe történő bevezetésének akcióterve.
- A szabad terephasználat jogszabályi biztosítása, erdőtörvény módosítása, lovastúra-hálózat és annak digitális térképe kialakítása Magyarországon.
- A lovaságazat önfinanszírozó képességének megteremtése, a lóverseny fogadási rendszer és hálózat bővítése, önálló lóversenytörvény megalkotása.
- Állami ménestörvény.
- A lovaságazat támogatási rendszerének felülvizsgálata, hatósági intézményrendszerének megerősítése, egységes informatikai rendszerének továbbfejlesztése.
- A lovaságazatot érintő képzési rendszer átalakítása.
- Lovaságazati vagyonkataszter, új szervezeti és irányítási rendszer bevezetése.
- A lovasterápia hazai terápiás kezelésekbe történő beépítése, egészségbiztosítási rendszerbe való befogadásának lehetősége.
- A Szilvásváradi Lovasközpont, a Nemzeti Lovarda, a Ludovika Lovarda, a Lovasberényi Lovasközpont, a Bábolnai Nemzeti Ménesbirtok, a Mezőhegyesi Állami Ménes és a Kincsem Park fejlesztésére álló források felmérése.
- A lovaságazati marketing akcióterv elkészítése.
- Átfogó forrástérkép a lovaságazathoz kapcsolódó épített örökségi helyszínek feltárása, újrahasznosítási és felújítási lehetőségeinek vizsgálata céljából.

## Eredmények
2013. szeptember 1-jétől elindul a programhoz csatlakozó iskolákban a Nemzeti Kultúra Lovasoktatása az egész napos iskola és a mindenkori testnevelés keretei között.
2013. április, A jövőben a lovasok mozgását az erdőkben megengedő módon szabályozhatja az Országgyűlés Mezőgazdasági bizottsága által támogatott 2009. évi XXXVII. erdőtörvény módosítása.